# Композитор Глинка
«Композитор Глинка» — советский биографический фильм Григория Александрова о жизни и творчестве великого русского композитора Михаила Ивановича Глинки, снятый в 1952 году. Фильм цветной. Вышел на экраны 1 октября 1952 года.

## Сюжет
Молодой композитор  Михаил Глинка исполняет своё новое сочинение на вечере у графа Виельгорского. Однако публика, привыкшая к западноевропейской музыке, холодно отнеслась к творению своего соотечественника, особенно ехидничает Булгарин. Глинку это очень огорчает, однако вскоре он решает отправиться в Италию учиться музыкальному искусству.
Вернувшись из-за рубежа, Глинка полон желания написать русскую оперу. Жуковский подсказывает ему сюжет — подвиг Ивана Сусанина. Император Николай I меняет название оперы на «Жизнь за царя» и назначает Глинке либреттиста — барона Розена. Знакомство с будущим соавтором шокирует Глинку: тот говорит с заметным немецким акцентом. Премьера проходит с успехом, но Глинка всё же не вполне доволен либретто: «Не те слова написал Розен».
Николай I, узнав, что опера Глинки «Руслан и Людмила» написана на сюжет одноимённой поэмы Пушкина, усматривает в этом крамолу. Горькие переживания композитора скрашивают его единомышленники — «передовые люди России».

## В ролях
- Борис Смирнов — Михаил Иванович Глинка
- Лев Дурасов — Александр Сергеевич Пушкин
- Любовь Орлова — Людмила Ивановна Глинка
- Юрий Любимов — Александр Сергеевич Даргомыжский
- Георгий Вицин — Николай Васильевич Гоголь
- Константин Нассонов — Василий Андреевич Жуковский
- Игорь Литовкин — Александр Сергеевич Грибоедов
- Андрей Попов — Владимир Васильевич Стасов
- Юрий Юровский — граф Михаил Юрьевич Виельгорский
- Сергей Вечеслов — Владимир Фёдорович Одоевский
- Святослав Рихтер — Ференц Лист
- Белла Виноградова — Джудитта Паста
- Александр Сашин-Никольский — Дмитрий Петров
- Михаил Названов — Николай I
- Ирина Ликсо — императрица
- Павел Павленко — Фаддей Венедиктович Булгарин
- Владимир Савельев — Карл Иванович
- Фаина Шевченко — жена Карла Ивановича
- Рина Зелёная — генеральша
- Раднэр Муратов — коридорный в театре
- Геннадий Юдин — Гектор Берлиоз
- Анатолий Папанов — адъютант великого князя
- Сергей Курилов — Карл Павлович Брюллов
- Вахтанг Туманов — Осип Петров, певец
- Николай Тимофеев — эпизод
- Елена Измайлова — Ольга Ланская, жена Одоевского (нет в титрах)
- Клавдия Хабарова — эпизод[1]

## Съёмочная группа
- Авторы сценария — Пётр Павленко, Наталья Тренёва, Григорий Александров
- Режиссёр — Григорий Александров
- Художник-постановщик — Алексей Уткин
- Художник по костюмам — Ольга Кручинина
- Звукорежиссёр — Евгений Кашкевич
- Оператор — Эдуард Тиссэ
- Композиторы — Владимир Щербачёв, Виссарион Шебалин
- Директор картины — В. Маслов

## Премии
- 1953 — МКФ в Локарно — Приз иностранных критиков лучшему фильму
- 1953 — МКФ в Эдинбурге — Почетный диплом
- 1954 — Мехико